# High School Musical 3: Senior Year (Soundtrack)
High School Musical 3: Senior Year ist das Soundtrack-Album zu dem gleichnamigen Film aus dem Jahr 2008 und wurde am 21. Oktober 2008 unter Walt Disney Records veröffentlicht.

## Titelliste
1. The Boys Are Back (US5 Version) – US5
2. Now Or Never – HSM3-Cast
3. Right Here Right Now – Zac Efron und Vanessa Hudgens
4. I Want It All – Ashley Tisdale und Lucas Grabeel
5. Can I Have This Dance – Zac Efron und Vanessa Hudgens
6. A Night To Remember – HSM3-Cast
7. Just Wanna Be With You – Lucas Grabeel, Olesya Rulin, Zac Efron und Vanessa Hudgens
8. The Boys Are Back – Zac Efron und Corbin Bleu
9. Walk Away – Vanessa Hudgens
10. Scream – Zac Efron
11. Senior Year Spring Musical Medley – HSM3-Cast
12. We're All In This Together (Graduation Mix) – HSM3-Cast
13. High School Musical – HSM3-Cast

## Kommerzieller Erfolg
In Deutschland erreichte das Album Platz drei und verblieb 26 Wochen in den Album-Charts. In Österreich belegte die Soundtrack-Veröffentlichung die Spitzenposition, in der Schweizer Hitparade Rang sechs. In den Vereinigten Staaten erzielte High School Musical 3: Senior Year Position zwei der Album-Charts und erreichte Platz eins der Soundtrack-Charts. Im Vereinigten Königreich wurde das Soundtrack-Album nicht in den Album-Charts der Official Charts Company gewertet, platzierte sich jedoch an oberster Stelle der Compilation-Hitparade. Weiter Top-10-Platzierungen erreichte die Veröffentlichung in Australien (Platz 4), Dänemark (Platz 7), Frankreich (Platz 6), Griechenland (Platz 3), Italien (Platz 1), Mexiko (Platz 9), Neuseeland (Platz 1), Norwegen (Platz 6), Polen (Platz 2), Portugal (Platz 3), Spanien (Platz 1), in der Türkei (Platz 2) und Ungarn (Platz 1).
Weltweit verkaufte sich das Album mehr als 3,5 Millionen Mal.

## Auszeichnungen für Musikverkäufe
| Land/Region                  | Auszeichnungen für Musikverkäufe (Land/Region, Auszeichnung, Verkäufe) | Verkäufe    |
| ---------------------------- | ---------------------------------------------------------------------- | ----------- |
| Argentinien (CAPIF)          | Platin                                                                 | 40.000      |
| Australien (ARIA)            | Platin                                                                 | 70.000      |
| Belgien (BRMA)               | Platin                                                                 | 30.000      |
| Brasilien (PMB)              | 2× Platin                                                              | 120.000     |
| Chile (IFPI)                 | Platin                                                                 | 15.000      |
| Dänemark (IFPI)              | Gold                                                                   | 10.000      |
| Deutschland (BVMI)           | Platin (Soundtrack) · + Gold (Hörspiel)                                | 300.000     |
| Ecuador (SOPROFON)           | Platin                                                                 | 6.000       |
| Europa (IFPI)                | Platin                                                                 | (1.000.000) |
| Finnland (IFPI)              | Gold                                                                   | 12.590      |
| Frankreich (SNEP)            | Platin                                                                 | 100.000     |
| Golf-Kooperationsrat (IFPI)  | 3× Platin                                                              | 18.000      |
| Irland (IRMA)                | 2× Platin                                                              | 30.000      |
| Italien (FIMI)               | —                                                                      | 120.000     |
| Kanada (MC)                  | 2× Platin                                                              | 160.000     |
| Kolumbien (ASINCOL)          | Gold                                                                   | 5.000       |
| Mexiko (AMPROFON)            | 3× Platin                                                              | 240.000     |
| Neuseeland (RMNZ)            | Platin                                                                 | 15.000      |
| Österreich (IFPI)            | Gold                                                                   | 10.000      |
| Polen (ZPAV)                 | Gold                                                                   | 10.000      |
| Portugal (AFP)               | Gold                                                                   | 10.000      |
| Schweiz (IFPI)               | Gold                                                                   | 15.000      |
| Spanien (Promusicae)         | Platin                                                                 | 80.000      |
| Ungarn (MAHASZ)              | Platin                                                                 | 6.000       |
| Vereinigte Staaten (RIAA)    | Platin                                                                 | 1.500.000   |
| Vereinigtes Königreich (BPI) | Platin                                                                 | 300.000     |
| Insgesamt                    | 8× Gold · 25× Platin ·                                                 | 3.232.590   |

Hauptartikel: Ashley Tisdale/Auszeichnungen für Musikverkäufe